# Наш Грюнвальд
«Наш Грюнвальд» — ежегодный международный фестиваль военно-исторической реконструкции (ВИР), посвященный военной и светской культуре средневековья периода XII—XVI вв. Центральное мероприятие фестиваля — масштабная реконструкция Грюнвальдской битвы, состоявшейся 15 июля 1410 года. Фестиваль проводится ежегодно с 2008 года в последние либо предпоследние выходные июля на территории музея старинных народных ремесел и технологий, Минская область, Беларусь. В рамках фестиваля «Наш Грюнвальд» с 2015 года проходит самостоятельный музыкальный open-air фестиваль «Пир после битвы». Организаторы фестиваля — Экстрим Театр «Берсерк» и Александр Рак.

## Концепция фестиваля
В качестве основополагающей концепции фестиваля «Наш Грюнвальд» было выбрано воссоздание одной из самых значимых страниц европейской военной истории — Грюнвальдской битвы. Битва 1410 года, произошедшая близ прусской деревни Грюнвальд, в корне изменила расстановку сил в регионе.
Грюнвальдская битва по масштабам и политическим итогам является одной из величайших битв Средневековья.
Войско ВКЛ включало в себя 28 полков с ныне белорусских земель, 4 с литовских и 8 украинских полков. 35 из 40 хоругвей ВКЛ шли под знаменем «Пагоня».
Заявленная цель фестиваля — формировать и укреплять осознанное уважительное отношение к истории Беларуси, благоприятно влиять на самосознание и становление патриотического духа, сохранять память о легендарных страницах истории Беларуси и традициях далеких предков.

## Описание фестиваля
«Наш Грюнвальд» — это своего рода мультифестиваль, который включает сразу три блока: фестиваль военно-исторических клубов, музыкальный фестиваль и фестиваль средневекового костюма.
Количество участников фестиваля «Наш Грюнвальд», по данным организаторов, составляет к 2019 году около 500 человек, зрителей — около 8000 человек.

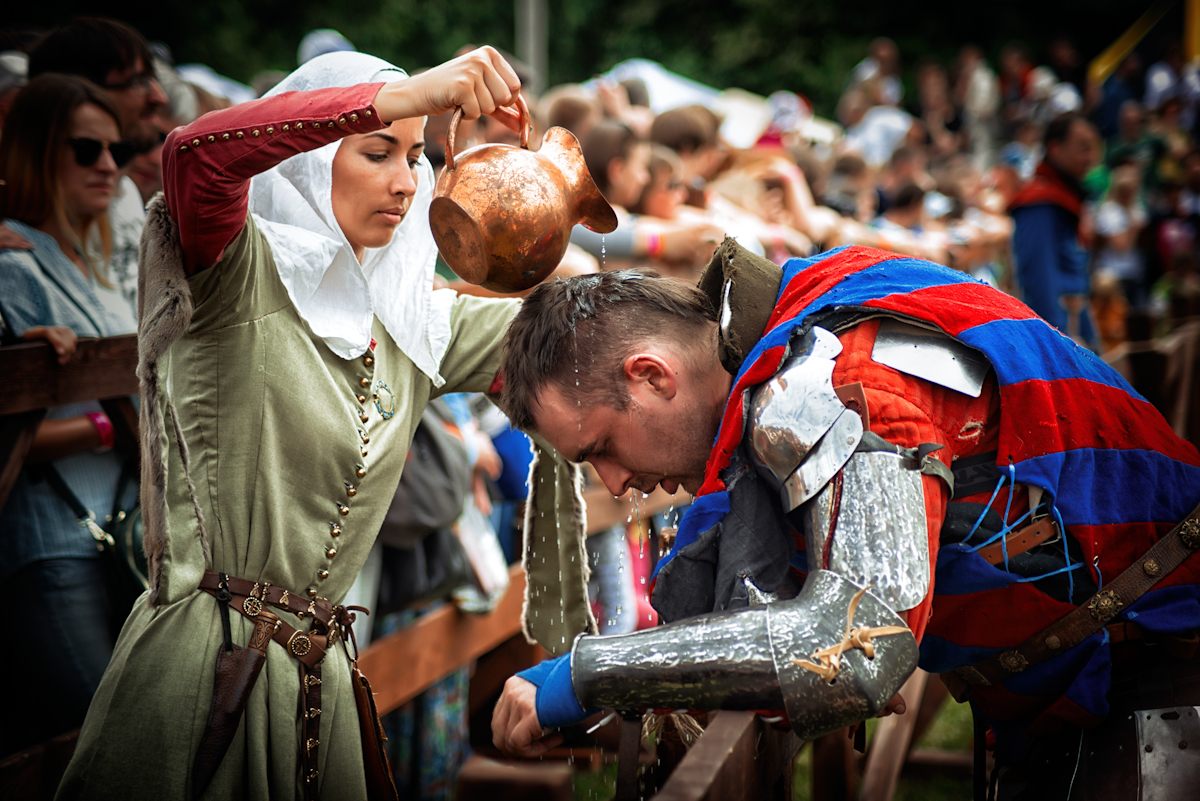

Заявленные в правилах временные рамки для участников клубов военно-исторической реконструкции: 1170-1520 гг. Фестиваль реконструирует соответствующие временные эпохи Западной Европы, ВКЛ, Королевства Польского, Балтии. Каждого участника рассматривает специальная организационная комиссия на соответствие исторической эпохе. Перед началом реконструкторского фестиваля необходимо отправить комиссии фотографию своего костюма. В официальном сообществе фестиваля по этому вопросу опубликованы правила.
На протяжении двух фестивальных дней ежегодно проходят рыцарские турниры в пешем строю, турниры лучников, алебардистов и копейщиков, массовые сражения (бугурты), турнир «Битва Дворов», конный турнир, показательные поединки и другие зрелищные мероприятия средневековой военно-исторической реконструкции.
Центральное мероприятие фестиваля «Наш Грюнвальд» — реконструкция битвы, состоявшейся 15 июля 1410 года у прусского местечка Грюнвальд (современная территория Польши), между войсками Тевтонского Ордена и союзников: Великого Княжества Литовского (в том числе современная Беларусь) и Королевства Польского.
В театрализованной реконструкции эпизодов легендарной битвы ежегодно принимают участие представители клубов военно-исторической реконструкции из Беларуси, Украины, Польши, России, стран Балтии и дальнего зарубежья. В настоящее время «Наш Грюнвальд» — самый многочисленный по количеству участников-реконструкторов фестиваль в Беларуси. В 2017 году фестиваль собрал около полутысячи представителей клубов военно-исторической реконструкции из разных стран.
С 2015 года параллельно с программой реконструкции в рамках фестиваля «Наш Грюнвальд» ежегодно проходит так называемый «фестиваль в фестивале» — масштабный open-air концерт «Пир после битвы», в котором принимают участие известные фолк и рок-коллективы Беларуси и зарубежных стран.
15 июля 2020 года в Национальном историческом музее Республики Беларусь состоялось открытие фотовыставки «Грюнвальд. Сегодня», посвященной 610-летию Грюнвальдской битвы. Экспозиция была составлена из хоругвей участников реконструкции исторического сражения и более 70 фотографий, основная масса которых была сделана в ходе фестивалей «Наш Грюнвальд» разных лет.

## Программа фестиваля

### Главная фестивальная площадка (ристалище)
Основные мероприятия фестиваля:
- Театрализованная реконструкция сражения «Грюнвальдская битва» — массовая реконструкция событий 15 июля 1410 года с воссозданием тактических перемещений войск.
- Пеший рыцарский турнир. Поединки проходят по канонам средневековых турниров. В финале определяется сильнейший рыцарь турнира.

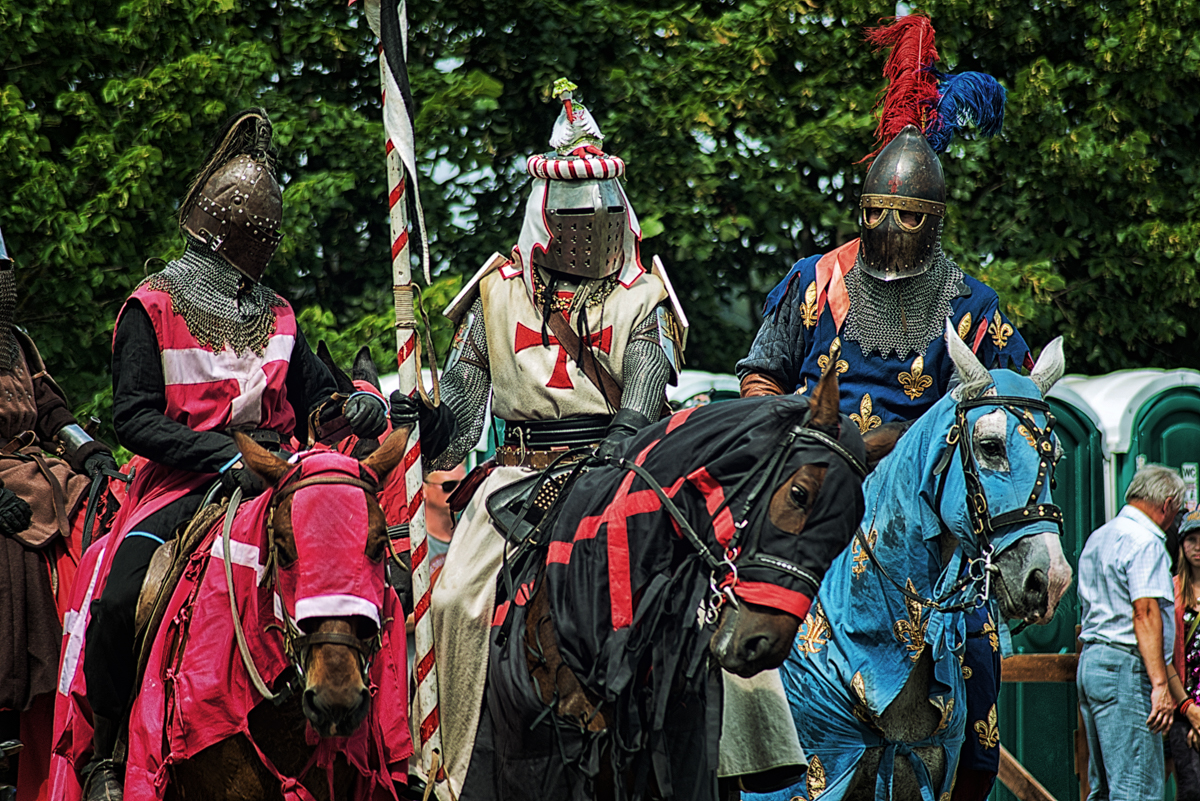

- Массовые сражения рыцарей, бугурты — на площадке происходит демонстрация реального средневекового боя. В рамках бугуртов проходят сражения: «захват знамени», при котором один из отрядов должен захватить знамя противников и не потерять свое, «битва на мосту» — каждый из отрядов должен перейти на противоположную сторону узкого моста, «штурм ворот», один из отрядов защищает ворота «Замка», второй должен прорваться внутрь.
- Битва пятерок/десяток — сражение отрядов рыцарей в количестве 5 человек, длится до последнего стоящего на ногах.
- Турнир лучников — ряд изощренных испытаний для лучников. Во время отборочного и основных туров проходят различные этапы: стрельба по подвижным и неподвижным целям, стрельба с разных дистанций, в движении, с неустойчивой платформы и т. д.
- Турнир алебардистов/копейщиков — сражение в формате «один на один» воинов, вооруженных длинномерным древковым оружием.
- Масштабный конный турнир — всадники, облаченные в доспехи, продемонстрируют мастерство конного боя, владения копьем, мечом. Апогей выступления — турнирные конные сшибки, при которых два рыцаря направляют своих коней друг на друга, стараясь выбить противника из седла ударом длинного копья на полном скаку. В 2018 году на фестивале впервые прошел полноформатный конный турнир по правилам XIV века[6].

### Город мастеров

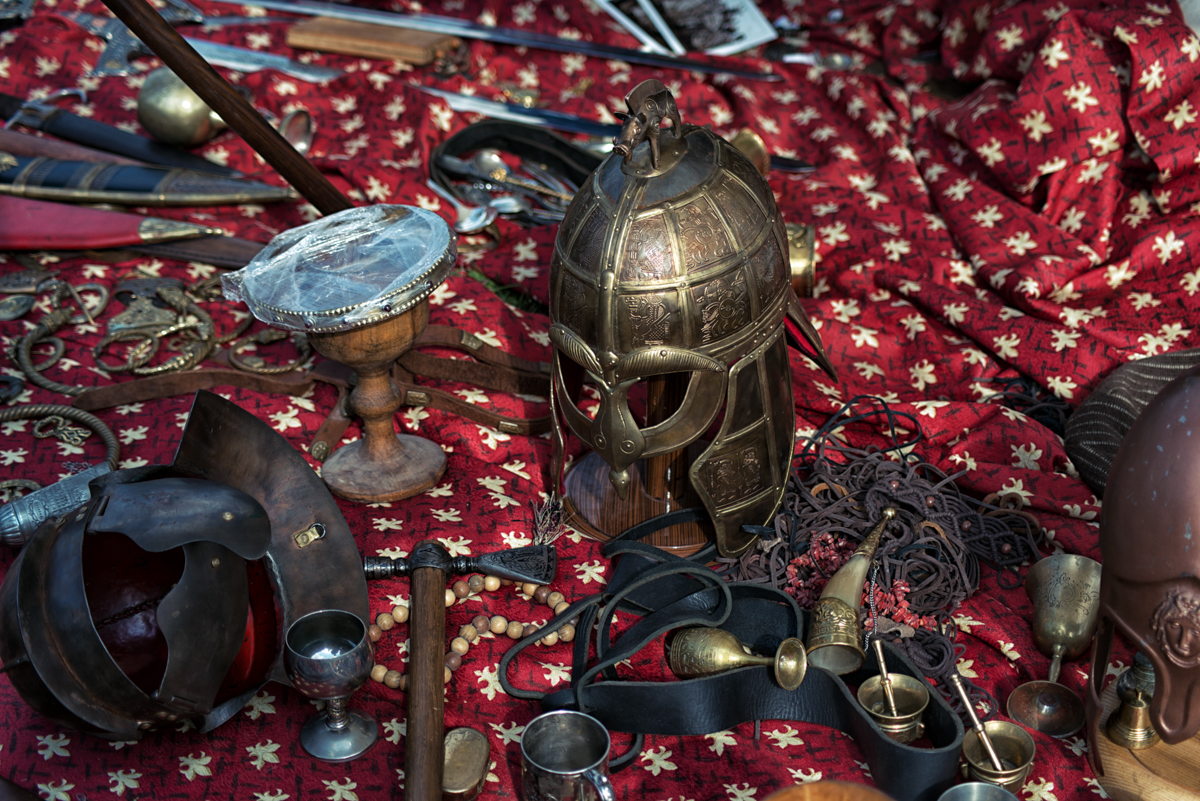

На фестивале наглядно демонстрируются технологии изготовления и особенностей применения различных исторических предметов. На протяжении всего фестиваля на площадке ярмарки «Город Мастеров» можно познакомиться с работой мастеров и ремесленников, использующих средневековые технологии, приобрести сувенирную продукцию, а также самостоятельно поучаствовать в ремесленных мастер-классах (кузнечное дело, гончарство, обработка камня, оружейное дело, ткачество и т. д.). В 2017 году на фестивале была реконструирована плавка болотной руды по образцу IX века — технология, впервые воссозданная на территории Беларуси со времен средневековья.

### Концертная площадка фестиваля «Пир после битвы»
На нескольких концертных площадках в рамках музыкального фестиваля «Пир после битвы» в течение двух фестивальных дней проходят выступления коллективов, исполняющих фолк / фолк-рок / рок / метал музыку и музыку смежных направлений.
За годы проведения фестиваля в концертной программе приняли участие более 30 именитых и начинающих музыкальных групп из Белоруссии и зарубежных стран: Corvus Corax, Skiltron, Cruachan, Wizard, Мельница, Северный Флот, Эпидемия, Catharsis, Тролль Гнёт Ель, Кукрыниксы, Gods Tower, Нейро Дюбель, Стары Ольса, Irdorath, FRAM, Земля Легенд, Ceilidh Ceol, Folcore, Рокаш, Катерина Водоносова, Aillion, Sakramant, Ivory, Nevrida, Forodwaith, Hardwood, Cad Goddeu, By Effect и др.

### Анимационная площадка
На анимационной площадке фестиваля в течение двух дней проходят мастер-классы по средневековым танцам, театрализованные постановки, средневековые игры, выступления уличных театров, музыкальных коллективов, артистов фаер-шоу.

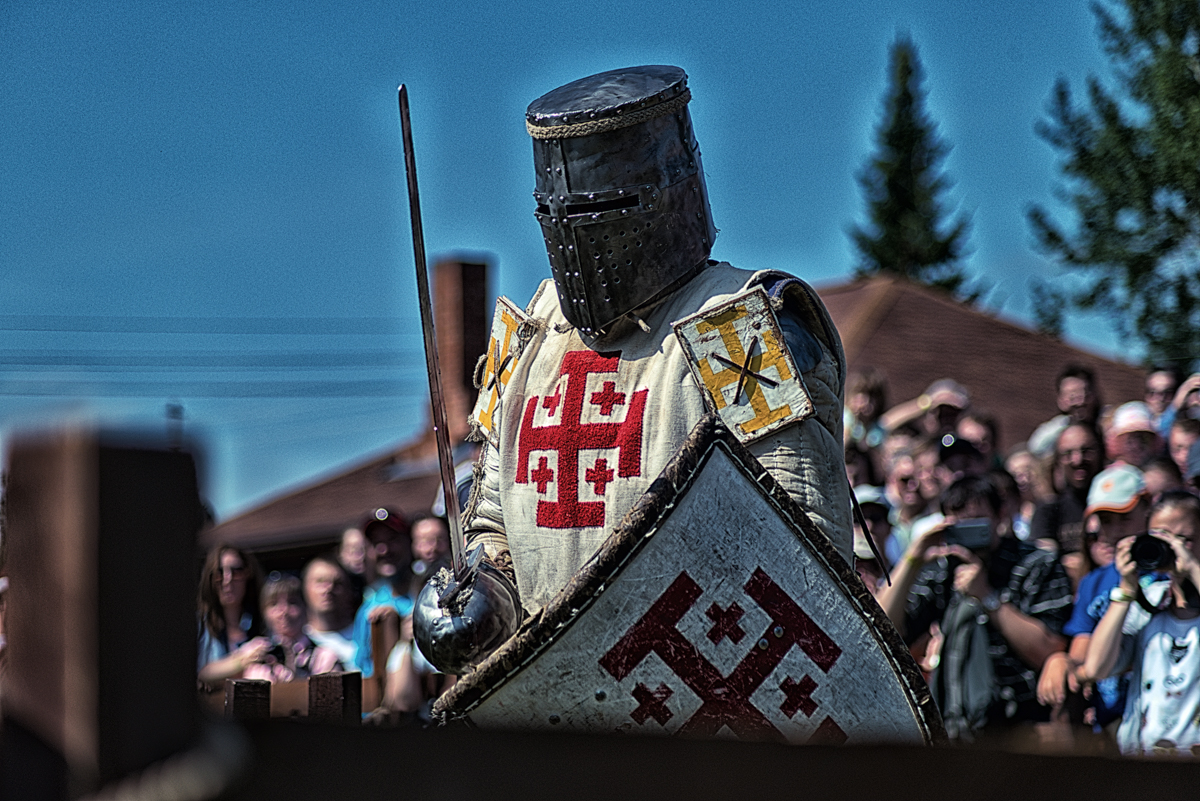

### Интерактивная площадка
Интерактивные точки расположены в разных местах музея «Дудутки». Гости фестиваля могут поучаствовать в средневековых играх, испытаниях, обучиться стрельбе из лука, арбалета, принять участие в мастер-классах по фехтованию, посетить средневековые пыточную и т. д. Для любителей активного отдыха на фестивале возводится «рыцарская полоса препятствий», проводятся «Игры горцев».